# Emil Biedrzycki
Emil Biedrzycki (ur. 5 maja 1890 w Dumbrăveni k. Suczawy, zm. 5 grudnia 1975 w Krakowie) – polski romanista, literaturoznawca, nauczyciel akademicki, badacz historii Polaków na Bukowinie.

## Życiorys
Emil Biedrzycki urodził się we wsi Dumbrăveni w pobliżu Suczawy na Bukowinie (obecnie na terenie Rumunii, ówcześnie w monarchii austro-węgierskiej) w rodzinie polsko-niemieckiej. Uczęszczał do szkoły podstawowej w Paszkanach w Rumunii, a następnie do szkoły średniej w Czerniowcach. Na uniwersytecie w Czerniowcach rozpoczął studia ekonomiczne i prawnicze, ukończone później we Lwowie. W trakcie studiów w Czerniowcach działał w Towarzystwie Gimnastycznym „Sokół” oraz w Towarzystwie akademików polskich „Ognisko”, którego był wiceprezesem od 1910 r.
W czasie I wojny światowej służył jako oficer armii austro-węgierskiej, biorąc udział w walkach m.in. w Karpatach Wschodnich i na froncie włoskim. W 1917 r. ukończył studia w Uniwersytecie Franciszkańskim we Lwowie i uzyskał stopień doktora praw. Po wojnie osiadł we Lwowie, gdzie ukończył kolejne studia w zakresie filologii romańskiej i germańskiej i w 1924 r. uzyskał stopień doktora filozofii. W okresie międzywojennym był lektorem języka rumuńskiego i wykładowcą literatury rumuńskiej w Uniwersytecie Jana Kazimierza, pracując jednocześnie jako nauczyciel przedmiotów ekonomicznych w Państwowej Szkole Ekonomiczno-Handlowej oraz Liceum Handlowym we Lwowie. Był również tłumaczem przysięgłym języka rumuńskiego przy Sądzie Okręgowym we Lwowie. W okresie międzywojennym był wiceprezesem Ligi Polsko-Rumuńskiej oraz skarbnikiem Towarzystwa Przyjaciół Francji we Lwowie, działał również w Polskim Towarzystwie Ekonomicznym, Polskim Towarzystwie Naukowym, Polskim Towarzystwie Orientalistycznym i Lidze Polsko-Jugosłowiańskiej. Za działania na rzecz rozwoju współpracy polsko-rumuńskiej został odznaczony dwoma państwowymi odznaczeniami rumuńskimi.
Po II wojnie światowej przeprowadził się do Krakowa, gdzie objął lektorat języka rumuńskiego po wznowieniu działalności dydaktycznej w Uniwersytecie Jagiellońskim. W tym samym okresie organizował również powojenną działalność Liceum Handlowego w Miechowie, gdzie pełnił funkcję dyrektora w latach 1945–1947. W okresie powojennym pracował jako lektor języka rumuńskiego w Uniwersytecie Jagiellońskim, lektor języka niemieckiego w Wyższej Szkole Ekonomicznej i nauczyciel w średnich szkołach ekonomicznych w Krakowie. Był członkiem Komisji Zachodnioeuropejskiej PAU i Komisji Historyczno-Literackiej Oddziału Krakowskiego PAN. Po przejściu na emeryturę w 1960 r. poświęcił się przygotowywaniu monografii historycznej Polonii bukowińskiej, wydanej w 1973 r. przez PWN jako Historia Polaków na Bukowinie.
Żonaty z Józefą z d. Węgrzynowską (siostrą stryjeczną Lesława Węgrzynowskiego), a po jej śmierci ze Stanisławą z d. Stopianką (siostrą stryjeczną Romana Stopy). Ojciec trzech synów: Jerzego, Andrzeja i Wojciecha.
Zmarł w 1975 r. w Krakowie i został pochowany na cmentarzu Rakowickim (kwatera FA-wsch-11).

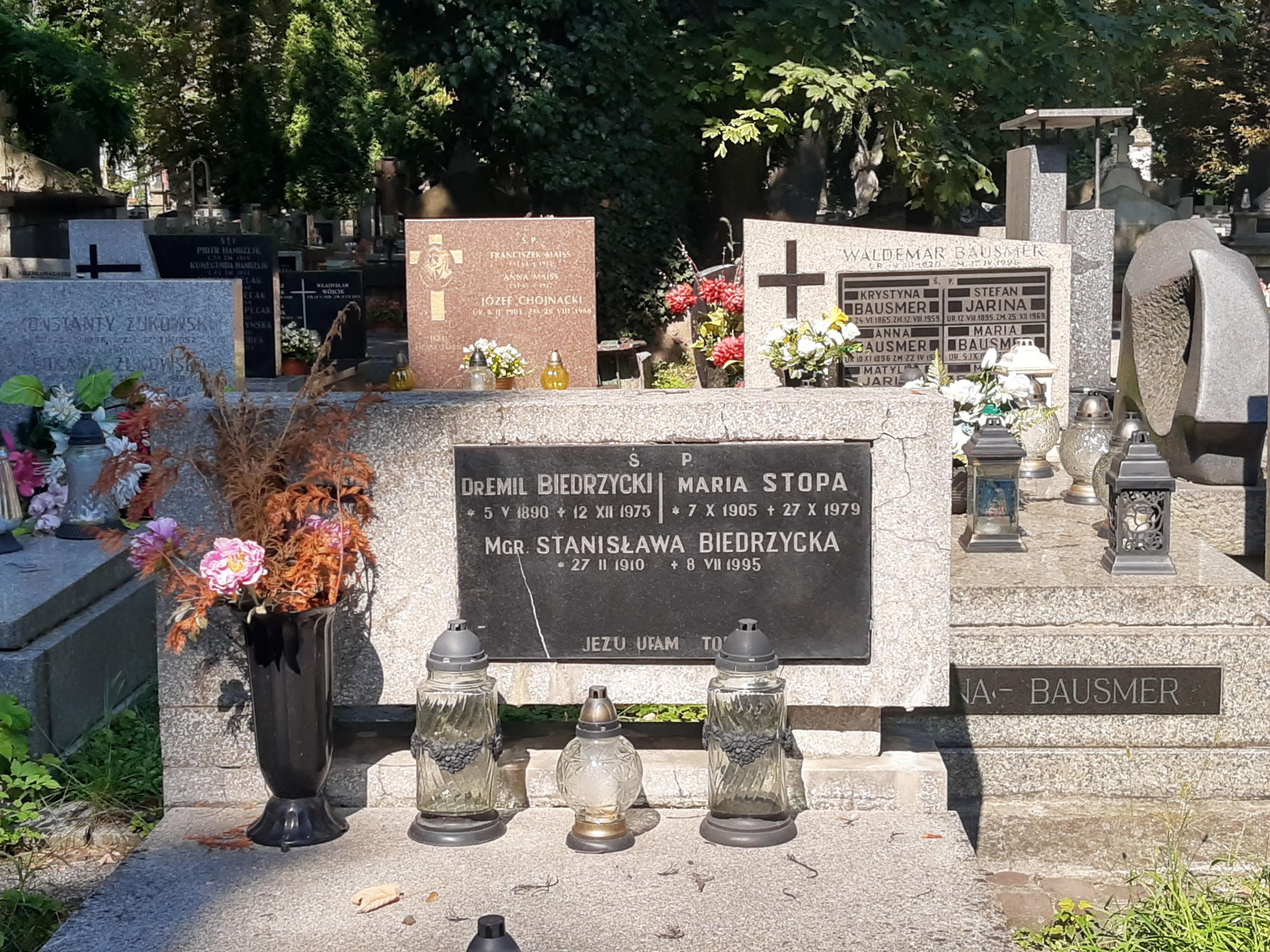
Grób Emila Biedrzyckiego na cmentarzu Rakowickim

## Odznaczenia
- Srebrny Wawrzyn Akademicki (5 listopada 1938)[5],
- Krzyż Oficerski Orderu Korony Rumunii (Rumunia),
- Złoty Medal I. kl. „Zasługi na polu oświaty” (Rumunia).

## Twórczość
- Związki kulturalne polsko-rumuńskie, Liga Polsko-Rumuńska, Lwów 1933,
- Zarys z dziejów literatury rumuńskiej (z antologją poezji), Książnica-Atlas, Lwów 1935,
- Kurs języka rumuńskiego: skrypt dla studentów filologii romańskiej, Uniwersytet Jagielloński, Kraków 1957 (wyd. II: 1960),
- Mikołaj Balcescu, rumuński pisarz i rewolucjonista, Państwowe Wydawnictwo Naukowe, Kraków 1961,
- Historia Polaków na Bukowinie, Państwowe Wydawnictwo Naukowe, Warszawa–Kraków 1973.